# إدوين لينس
إدوين لينس (بالألمانية: Edwin Lins)‏ هو مصارع رياضي نمساوي، ولد في 9 مارس 1963، وتوفي في 17 يناير 2018.

## وصلات خارجية
- إدوين لينس على موقع قاعدة بيانات المصارعة الدولية (الإنجليزية)
- إدوين لينس على موقع أوليمبيديا (الإنجليزية)